# Ivan Šugar
Ivan Šugar (Filipana kod Pule, 27. svibnja 1933. – Zagreb, 6. studenog 2015. ), hrvatski je botaničar. 
Istraživao je biljni svijet, a u tom poslu ga je posebno uz floristiku koja se bavi istraživanjem cvjetane, zaokupljalo proučavanje zakonitosti širenja i razmještaja biljnoga svijeta na Zemlji, a jednako ga je tako zanimalo svojstvo biljnih vrsta da žive u određenim skupinama zvanima biljne zajednice.

## Životopis
Rodio se je 27. svibnja 1933. godine u Filipani nedaleko od Pule. Osnovnu školu završio je u Marčani, a gimnaziju u Pazinu. Godine 1961. diplomirao je na Prirodoslovno-matematičkom fakultetu, Odsjeku za biologiju, zagrebačkoga Sveučilišta. Magistrirao je 1967. obranom teze Biljni pokrov Osorčice na otoku Lošinju na Prirodoslovno-matematičkom fakultetu Sveučilišta u Zagrebu na kojem, nakon nekoliko godina, stječe i doktorsku titulu obranom teze Flora i vegetacija Samoborskog gorja.U tom je razdoblju školsku godinu 1965/66., proveo u Montpellieru u Francuskoj.
Istodobno, dva mjeseca provodi i u Touluseu u »Službi za vegetacijsku kartografiju«, gdje se upoznaje s metodologijom kartografskoga prikazivanja vegetacije pomoću zračne fotogrametrije. Bio je i pedološkim učenikom u brdima francuskog Središnjeg masiva da bi 1973. boravio na sveučilištu na Patrasu u Grčkoj, gdje je proučavao vegetaciju Peloponeza.
Od 1961. do 1962. je godine radio kao član istraživač na odsjeku za botaniku na Prirodoslovno-matematičkom fakultetu, a zatim od 1962. do 1978. na Institutu za botaniku sveučilišta u Zagrebu i to najprije kao asistent predavač, zatim kao istraživački asistent te kao istraživač suradnik. Kada je Institut za botaniku prestao postojati, Ivan Šugar počeo je raditi na Botaničkom odjelu na Prirodoslovno-matematičkom fakultetu, u razdoblju od 1978. do 1987., kao asistent u istraživanju, a zatim od 1998. kao savjetnik pri istraživanjima.
Do umirovljenja predavao je botaniku na Farmaceutsko-biokemijskom fakultetu.
Cjelokupni znanstveni rad Ivana Šugara temelji se na istraživanju flore i vegetacije Hrvatske, kao i na pripremi Vegetacijske mape Hrvatske. Objavio je brojne znanstvene radove te surađivao na brojnim projektima.
Sudjelovao je na više znanstvenih susreta u zemlji i inozemstvu, među ostalima i na dvije UNESCO-ove konferencije s temom zaštite živućeg svijeta Mediterana. Na prvoj konferenciji, održanoj u Potenzi u Italiji, u suradnji s ostalim sudionicima, izradio je prijedlog da se Velebit proglasi biogenetskim rezervatom.
Godine 1988. sudjelovao je na susretu Međunarodnog udruženja svjetskih biologa koji se održao u Smolenicama u Slovačkoj.
Za leksikografsko-rječničko djelo Hrvatski biljni imenoslov dobio je nagradu Ivo Horvat za 2008. godinu. U obrazloženje se je navelo da je ta kapitalno djelo hrvatske fitonomije. Po svom obujmu od 1200 stranica najiscrpniji je dosad objavljeni popis hrvatskih biljnih imena. Osim toga, svaki naziv ima izvore u kojima je zabilježen i podatke o zdravstvenom i prehrambenom aspektu pojedine biljke.Djelo Hrvatski biljni imenoslov je nastalo na temeljima višegodišnjega autorova terenskog rada skupljanja narodnih naziva za bilje širom Hrvatske te dosad objavljene nomenklaturne građe. Prvo je takvo djelo u Hrvatskoj napisano 150 godina poslije Šulekova imenika bilja i biljarstva, kojim se je konačno pristupilo sustavnom skupljanju domaćih, narodnih naziva za bilje.

## Znanstveni radovi i knjige
Objavio je sljedeće naslove:
- Latinsko-hrvatski i hrvatsko-latinski botanički leksikon / Lexicon botanicum Latino-Croaticum et Croatico-Latinum, Zagreb 1990.
- Hrvatsko biljno nazivlje: analiza hrvatskog biljnog nazivlja u djelu Liber de simplicibus Benedicti Rinij suautori (Igor Gostl i K. Hazler-Pilepić), Zagreb, 2002.
- Hrvatski biljni imenoslov, Matica hrvatska, Zagreb, 2008. (nagrada Ivo Horvat 2008.)

Uredio je i knjigu Crvena knjiga biljnih vrsta Republike Hrvatske Zavoda za zaštitu prirode, Zagreb 1994. Suradnici su na tom projektu bili Marinka Kamenarović, Lj. Marković, Zlatan Martinis, Lj. Regula-Bevilacque, L. Trinajstić i E. Draganović.

## Vanjske poveznice
- Matica  Arhivirana inačica izvorne stranice od 19. veljače 2021. (Wayback Machine) Ivan Šugar: Hrvatski biljni imenoslov